# Emiliano Yacobitti
Emiliano Benjamín Yacobitti (Ciudad Autónoma de Buenos Aires, 15 de diciembre de 1975) es un político argentino, perteneciente a la Unión Cívica Radical, que se desempeña como Vicerrector de la Universidad de Buenos Aires.
Inició su carrera política en la agrupación estudiantil Franja Morada, en la Facultad de Ciencias Económicas de la UBA.Antes se desempeñó cómo Vicedecano de la Facultad de Ciencias Económicas (Universidad de Buenos Aires) y fue electo diputado para el período 2019-2023.

## Biografía
Emiliano Yacobitti es Contador Público Nacional, graduado de la Universidad de Buenos Aires, Argentina. Ejerce el cargo de Vicerrector de la Universidad de Buenos Aires. En 2019 fue electo diputado de la UCR por la Ciudad Autónoma de Buenos Aires. 
Fue uno de los principales impulsores de Martín Lousteau.

### Política estudiantil
Cursó los estudios secundarios en el colegio Carlos Pellegrini
En su paso por la facultad, lideró el movimiento estudiantil: fue presidente del Centro de Estudiantes de Ciencias Económicas de la Universidad de Buenos Aires –CECE- y llegó a presidir la Federación Universitaria Argentina (FUA).

### Trayectoria académica
Fue elegido Vicedecano de la Facultad de Ciencias Económicas de la Universidad de Buenos Aires para el período 2018-2022, institución de la cual obtuvo su título de Contador Público y donde  es profesor en la materia Sistemas Contables desde el 2007 cuando comenzó su carrera docente como ayudante. También fue Consejero Directivo representando al espacio reformista. 
Desempeñó el cargo de Secretario de Hacienda de la Universidad de Buenos Aires (2014-2018). En el ámbito universitario desempeñó cargos como el de Secretario de Extensión Universitaria, entre 2010 y 2013, y secretario de Bienestar Estudiantil, entre 2006 y 2010. 
Es Consejero Titular en el Consejo Profesional de Ciencias Económicas de la Ciudad de Buenos Aires, en representación de los contadores.

## Política

#### Presidente de la UCR Porteña (2013-2017)
Yacobitti es un dirigente de la Cantera Popular. En 2013 fue elegido para presidir la Unión Cívica Radical porteña de forma provisional en el periodo 2013-2015, en su presidencia rechazó acuerdos con Mauricio Macri y llamó a "trabajar en la conformación de frentes o alianzas electorales con partidos o fuerzas progresistas, ideológicamente afines a la UCR y de manifiesta oposición a los Gobiernos de la Nación y de la Ciudad". En diciembre de 2015 fue reelecto para presidir el radicalismo porteño hasta 2017. El 21 de diciembre de 2017 Guillermo de Maya fue elegido presidente del radicalismo porteño remplazando a Yacobitti.
Durante su presidencia se formó la alianza ECO que llevaba a Lousteau como candidato a jefe de gobierno en 2015 y a diputado nacional en 2017 por la alianza Evolución alianza integrada solo por la UCR y el Socialismo.

#### Diputado Nacional (2019-2023)
Es Diputado Nacional por la Ciudad de Buenos Aires, representando en ese lugar a la Unión Cívica Radical, partido que ha presidido durante dos períodos consecutivos.
Durante sus mandatos, logró reposicionar a la UCR Capital, constituyéndose en un factor de peso en la política nacional. [cita requerida] Uno de los pilares de su trabajo fue la conformación de frentes electorales como el UNEN, ECO y EVOLUCIÓN junto a Martín Lousteau.
En 2024, en acuerdo con el Gobierno libertario de Javier Milei, logró sumar tres votos a favor del Proyecto de Ley de Bases y Puntos de Partida para la Libertad de los Argentinos —que terminaría siendo aprobado en la Cámara de Diputados—.